# Caterva
Caterva là một chi bướm đêm thuộc họ Geometridae.